# Attentat du 31 octobre 2021 à Tokyo
L'attentat du 31 octobre 2021 à Tokyo est une attaque au couteau survenu le 31 octobre 2021 près de la gare de Kokuryō (en) sur la ligne Keiō à Chōfu dans la banlieue ouest de Tokyo, au Japon.
Elle se produit à l'intérieur d'un train express de la Ligne Keiō. Lorsque Kyota Hattori, un jeune homme âge de 24 ans au moment des faits, sort un couteau et commence à taillader toutes les personnes présentes, il utilise de l'acide qu'il asperge sur un passager, et déclenche ensuite un incendie dans un autre wagon. Il n'y aucun mort, seul 17 personnes sont blessées, dont une grièvement.
Le 31 juillet 2023, Kyota Hattori est condamné par un tribunal du district de Tokyo à 23 ans de prison, pour tentative de meurtre de 12 passagers par incendie criminel.
À la suite de cette attaque, le gouvernement japonais pris plusieurs mesures afin de renforcer la sécurité dans les transports publics, notamment les trains, dans un contexte ou les attaques dans les trains au Japon était en forte hausse.

## Contexte
L'attentat est survenu le soir d'Halloween, une fête très populaire dans l'archipel nippon. Tokyo, la capitale japonaise, connaît chaque année une affluence massive de jeunes et touristes pour Halloween, souvent déguisés. Kyota Hattori était en effet déguisé en Joker, il portait une chemise verte, une cravate et un manteau violet. Le Joker est l'un des psychopathes de fiction les plus célèbres de la culture populaire,.
Sorti en 2019, le film américain du même nom réalisé par Todd Phillips, avait été acclamé par la critique, tout en suscitant aussi une controverse pour avoir rendu le Joker presque attachant, en anti-héros révolté contre la violence du système.
L'attentat se déroule également lors des élections législatives.

## Déroulement
Le 31 octobre 2021, selon les images de caméras de sécurité ainsi que les déclarations de la police qui ont été déclaré, Hattori est monté à bord d’un train de la ligne Keio à la gare de Keio-Hachioji vers 17 h 0.
Il a ensuite pris un train express limité de la ligne Keio à destination de Shinjuku vers 20 h 0. Kyota Hattori entre à l'intérieur du train. Hattori a ensuite soudainement poignardé un homme âgé d'une soixantaine d'année, qui était assis à côté sur le côté droit de la poitrine avec un couteau d’environ 30 centimètres, il avait précédemment aspergé de l'acide au visage de l'homme.
Hattori a ensuite poursuivi d’autres passagers qui tentaient de s'enfuir, essayant de s’échapper vers un autre wagon. Alors qu’il poursuivait des passagers, il a éclaboussé de l’essence à briquet qui était contenue dans des bouteilles en plastique, puis a mis le feu au liquide grâce à un briquet, ce qui déclencha un incendie.
L’incendie a déclenché un dispositif de détection d’incendie dans la voiture, provoquant l'arrêt d'urgence du train qui s'est immobilisé à la gare de Kokuryo, où Hattori est arrêté par la police, sans résistance.

## Réactions et conséquences

### Réponses nationales
Le Secrétaire général du Cabinet du Japon, Hirokazu Matsuno, a vivement condamné l’attaque lors de la fete d’Halloween, la qualifiant de « brutale », et a déclaré que son gouvernement ferait tout ce qui est en son pouvoir pour éviter qu’elle ne se reproduise, parmi les mesures discutées, figuraient l’augmentation des patrouilles de sécurité et l’installation de nombreuses caméras de surveillance à l’intérieur des gares et des wagons.

## Auteur
Kyota Hattori a grandi dans le quartier Hakata de Fukuoka, il aurait quitté la ville en juin, passé environ un mois à Kobe et un autre à Nagoya, il est arrivé à Tokyo entre fin septembre et début octobre, se déplaçant d’hôtel en hôtel.
Les proches de Hattori se sont exprimé à son sujet, certains le décrivant comme ayant une « personnalité discrète ». D'autres étudiants qui l'avaient côtoyé à l'école se souviennent d'un élève qui n’excellait pas particulièrement dans les études ou les sports. Un ancien camarade déclarera à son sujet :

« Il ne formait pas de groupe ou ne participait pas à des groupes, Il avait peu de présence »

— Ancien élève proche de l'assaillant.

## Procès
La première audience du procès pour tentative de meurtre et incendie criminel de Hattori s’est tenue le 26 juin 2023 à la section de Tachikawa du tribunal de district de Tokyo, après que le district de Tokyo a conclu qu’il pouvait être tenu pénalement responsable à l’issue d’un examen psychiatrique d’environ trois mois. Hattori a été accusé de tentative de meurtre sur un passager de 72 ans en le poignardant à la poitrine, et sur 12 autres personnes.
Hattori a déclaré qu’il était motivé par des problèmes relationnels et professionnels, il a déclaré au tribunal qu’il sortait avec quelqu’un qu’il avait rencontré au collège pendant neuf ans. Il declarera : « Nous avons choisi une bague de fiançailles et fixé une date pour le mariage, Mais le jour de mon anniversaire, elle a soudainement dit qu’elle voulait mettre fin à nos fiançailles. Six mois plus tard, j’ai découvert qu’elle avait épousé quelqu’un d’autre. J’étais tellement choquée et j’ai perdu la raison de mon existence, je voulais me tuer ».
Hattori a déclaré qu’il avait tenté de se suicider à deux reprises après avoir perdu son travail en juin 2021 et qu’il ne s’entendait plus avec ses amis, mais qu’ayant échoué, il a commencé à penser que la peine de mort était le seul moyen de mourir. Il a dit qu’il pensait qu’il devait tuer des gens pour s’assurer d’être condamné à une telle peine.
Le deuxième jour du procès, Hattori a exprimé des remords pour ses actes. Il a dit qu’il avait pitié de ses victimes et qu’il regrettait les souffrances qu’il avait causées. L’accusation lui a demandé pourquoi il ne s’était pas excusé jusqu’à présent. Il expliqua « J’ai lu les témoignages des victimes et réalisé quel point j’avais fait du mal à de nombreuses personnes. Je n’aurais jamais dû agir comme je l’ai fait. ». qu’il pensait que cela nuirait à ses chances d’obtenir la peine de mort.
Le 31 juillet 2023 la section de Tachikawa du tribunal de district de Tokyo a condamné Kyota Hattori a 23 ans de prison pour l'attaque au couteau et son incendie criminel dans un train à Tokyo en 2021. Les procureurs avaient requis 25 ans de prison lors du procès d’un juge non professionnel, tandis que la défense avait fait valoir que Hattori méritait une peine de 12 ans parce que l’acte d’incendie criminel ne constitue pas une tentative de meurtre,,.

## Influence
Huit jours après l'attaque, un homme de 69 ans, Kiyoshi Miyake a été arrêté, après avoir tenter d'incendié un train de la ligne Shinkansen de Kyushu dans la préfecture de Kumamoto, dans le sud-ouest du Japon. Bien qu’aucune victime n’ait été signalée, l’homme a affirmé que le motif de l’attaque était de reproduire les attaques perpétrées à Tokyo la semaine précédente.